# Anastasia Denisova
Anastasia Denisova Thor, född 29 juni 1993 är en belarusisk friidrottare, långdistanslöpning, samt orienterare. Hon vann SM-guld på 10 km landsväg 2021.
Denisova är född i Belarus, men har sedan juni 2018 kunnat tävla i Sverige för Sävedalens AIK. Före 2018 tävlade hon i orientering och vann bland annat bronsmedalj i sprint vid VM 2016.. Denisova Thor har både svenskt och belarusiskt medborgarskap. 

## Personliga rekord
| Utomhus - 3 000 meter – 9.12,77 (Göteborg, Sverige 16 augusti 2019) - 5 000 meter – 16.06,71 (Karlstad, Sverige 1 september 2019) - 10 000 meter – 34.15,13 (Borås, Sverige 27 augusti 2021) - 10 km landsväg – 33.22 (Helsingfors, Finland 3 september 2022) | Inomhus - 3 000 meter – 9.37,08 (Göteborg, Sverige 27 januari 2018) |